# Конон дьо Бетюн
Конон дьо Бетюн (на френски: Conon de Béthune) е френски рицар и трубадур, (р.1150 г. в Артоа – †17 декември 1219/1220г.) участник в Третия и Четвъртия кръстоносен поход. Регент на Латинската империя в периодите 1216 г. – 1217 г. и 1219 г. – 1220 г.
Конон дьо Бетюн е петият син на граф Робърт V дьо Бетюн (1115 – 1191) и Аделаида дьо Сен-Пол (1182), дъщеря на граф Юг III дьо Сен-Пол. Заедно с баща си и братята си, Конон дьо Бетюн взима участие в Третия кръстоносен поход под командата на Филип Фландърски. След смъртта на Филип I и баща им при обсадата на Акра, Конон дьо Бетюн и брат му Гийом се присъединяват към Четвъртия кръстоносен поход под командата на Балдуин Фландърски, който е техен далечен роднина. По време на похода Конон отговаря за транспорта и провизиите на кръстоносците, а след като армията пристига пред Константинопол, той е избран да преговаря с византийците. Още тогава неговите ораторски способности, мъдрост и благородство са забелязани от Жофроа дьо Вилардуен, хрониста на похода. След превземането на Константинопол през 1204 г, Конан дьо Бетюн заема важна позиция в баронския съвет на новосъздадената Латинска империя. През 1205 г. той изиграва роля в помирението между Конрад Монфератски и Балдуин I преди битката при Одрин, където новоизбраният император е пленен от цар Калоян. След Балдуин I, Конон дьо Бетюн служи на брат му Хенрих Фландърски до смъртта на императора през 1216 г. Хенрих е наследен на престола от сестра си Йоланда Фландърска, която управлява от името на съпруга си Пиер дьо Куртене. След смъртта на Йоланда през 1219 г., за император е избран синът ѝ – Робер I дьо Куртене, но той се намира във Франция. В негово отсъствие, бароните на Латинската империя избират Конон дьо Бетюн за негов регент, но скоро след това той умира.

## Семейство
Конан дьо Бетюн има четири братя:
- Робърт VI дьо Бетюн, кръстоносец
- Гийом дьо Бетюн, кръстоносец
- Балдуин дьо Бетюн, кръстоносец
- Жан дьо Бетюн, свещеник